# 2007年義大利公開賽
2007年義大利公開賽于2007年5月5日至5月20日在義大利羅馬舉行，是第64屆賽事，也稱羅馬大師賽。

## 冠軍

### 男子單打
決賽： 拉斐爾·納達爾 擊敗  費爾南多·岡薩雷斯（6–2、6–2）
- 這是納達爾今年第4個冠軍與職業生涯第21個冠軍。

### 女子單打
決賽： 耶萊娜·揚科維奇 擊敗  斯維特拉娜·庫茲涅佐娃（7–5、6–1）
- 這是揚科維奇今年第3個冠軍與職業生涯第4個冠軍。

### 男子雙打
法布里斯·桑托羅 /  內納德·齊莫尼奇 擊敗  鮑勃·布賴恩 /  邁克·布賴恩（6–4、64–7、[10–7]）

### 女子雙打
納塔莉·德希 /  瑪拉·聖安傑洛 擊敗  塔蒂亞娜·加爾賓 /  羅貝塔·文西（6–4、6–1）

## 外部連結
- 官方網站